# カーピーサー州
カーピーサー州（カーピーサーしゅう、Kāpīsā、ダリー語表記で کاپیسا）は、アフガニスタン東部にある州である。州都はマフムーディラーキー (Mahmud-i-Raqi)。州の面積は1,842 km2、人口382,600人 (2006年の公式推計)。

## 地理
首都カーブルの東隣に位置して、重要な州のひとつである。

## 歴史
古代からアヴェスター語を話す民族が住んでおり、en:Iron Age India期にそのクシャトリヤがカンボージャ（十六大国）と呼ばれていたことが、en:Sanskrit literatureやen:Pali literatureに記録されている。その末裔が、現在のen:Kambojである。紀元前6世紀末にはガンダーラとともにアケメネス朝に征服され、タクシラを中心にインド（Hindush）と言う属州（サトラップ）を形成した。
644年には玄奘三蔵が訪れた。
2004年4月13日に北部がパンジシール州として分離された。

## 行政区分
カーピーサー州は、7県に分けられる。
1. en:Alasay District
2. en:Hesa Awal Kohistan District
3. en:Hesa Duwum Kohistan District
4. en:Koh Band District
5. マフムーディラーキー県（英語版） - マフムーディラーキー（英語版）
6. en:Nijrab District - ニジュラブ（英語版）
7. en:Tagab District, Kapisa

## 経済
農業が主要産業である。州では、週に一度の市の日に、物々交換による大規模な市場 (ミラ) が開かれ、地域の住民に楽しまれている。

## 住民

### 民族
タジク人、パシュトゥーン人、パシャイー人、ハザーラ人、ヌーリスターン人。

### 宗教
イスラム教スンナ派が多数派で、ハザーラ人はシーア派、パシャイー人はニザール派である。

## 施設
州内には病院が一棟ある。かつては大きな織物工場があったが、映画館とともに、ソ連のアフガニスタン侵攻の際に破壊された。近年、大学が建設され、工学、薬学、法学、文学部が設置された。女子学校は非常に少なかったが、NGOの協力によって数を増やしつつある。